# أوفر ذا إيدج
أوفر ذا إيدج بالإنجليزية (Over the Edge) هو أحد المهرجانات التي تقدمها مؤسسة المصارعة الحرة الترفيهية wwe . تم عرض عرضين منه عامي 1998 - 1999 .

## الأحداث
| الحدث                     | التاريخ      | المدينة              | المكان                 | الحدث الرئيسي |
| ------------------------- | ------------ | -------------------- | ---------------------- | --- |
| أوفر ذا إيدج: إن يور هاوس | 31 مايو 1998 | Milwaukee, Wisconsin | Wisconsin Center Arena | ستون كولد ستيف أوستن (c) vs. Dude Love in a No disqualification falls count anywhere match for the WWF Championship |
| أوفر ذا إيدج (1999)       | 23 مايو 1999 | كانساس سيتي (ميزوري) | صالة هاي-في            | Stone Cold Steve Austin (c) vs. أندرتيكر for the WWF Championship                                                   |